# みちのく観光
株式会社みちのく観光（みちのくかんこう）は、宮城県黒川郡大和町に本社を置くバス・タクシー事業者である。

## 概要
企業送迎バス等の特定貸切や、観光貸切バス、タクシーの運行を行っている。また自家用バスの運転・車両管理業務を受託している。

## 拠点
- 本社：宮城県黒川郡大和町宮床字下小路24

## 沿革
- 1971年（昭和46年）2月 - 大須賀商店創業。
- 1975年（昭和50年）5月 - 有限会社みちのく運輸会社組織に変更。
- 1989年（平成元年）7月 - 株式会社みちのく観光設立。
- 1995年（平成7年）7月 - 旅行部門設置。
- 1998年（平成10年）4月 - 大型可。　　　＊2020年9月仙台空港営業所開設

## 車両
- 観光バス車両は日野が主で、大型・中型・小型各種取り揃えている。
  - その他、プルデンシャル生命が仙台市泉区のドライデンカスタマーセンターの送迎用として導入した日野・ポンチョの運転・車両管理業務を受託している。同車は宮城県で最初に導入されたポンチョである。
  - WILLER TRAVELからツアーバス運行委託を受けており、過去には韓国大宇バス製の専用車を所有していたこともある。WILLER TRAVELの仙台便はWILLER EXPRESSや東和観光（山田運送）が主に担当していたため、みちのく観光が入ることは少なくなった。「新高速バス制度」施行によりWILLER EXPRESSが高速乗合バスとなった後は、多客期における続行便 (STAR EXPRESS) を担当することがある。

## 関連企業
- みちのく企業（一般貨物自動車運送事業、貨物運送取扱事業）
- みちのく建設
- みちのく開発
- 大和環境サービス